# Église Saint-Antoine de Felon
 (mai 2024).
La mise en forme du texte ne suit pas les recommandations de Wikipédia : il faut le « wikifier ».
Les points d'amélioration suivants sont les cas les plus fréquents. Le détail des points à revoir est peut-être précisé sur la page de discussion.
- Les titres sont pré-formatés par le logiciel. Ils ne sont ni en capitales, ni en gras.
- Le texte ne doit pas être écrit en capitales (les noms de famille non plus), ni en gras, ni en italique, ni en « petit »…
- Le gras n'est utilisé que pour surligner le titre de l'article dans l'introduction, une seule fois.
- L'italique est rarement utilisé : mots en langue étrangère, titres d'œuvres, noms de bateaux, etc.
- Les citations ne sont pas en italique mais en corps de texte normal. Elles sont entourées par des guillemets français : « et ».
- Les listes à puces sont à éviter, des paragraphes rédigés étant largement préférés. Les tableaux sont à réserver à la présentation de données structurées (résultats, etc.).
- Les appels de note de bas de page (petits chiffres en exposant, introduits par l'outil «  Source ») sont à placer entre la fin de phrase et le point final[comme ça].
- Les liens internes (vers d'autres articles de Wikipédia) sont à choisir avec parcimonie. Créez des liens vers des articles approfondissant le sujet. Les termes génériques sans rapport avec le sujet sont à éviter, ainsi que les répétitions de liens vers un même terme.
- Les liens externes sont à placer uniquement dans une section « Liens externes », à la fin de l'article. Ces liens sont à choisir avec parcimonie suivant les règles définies. Si un lien sert de source à l'article, son insertion dans le texte est à faire par les notes de bas de page.
- La présentation des références doit suivre les conventions bibliographiques. Il est recommandé d'utiliser les modèles {{Ouvrage}}, {{Chapitre}}, {{Article}}, {{Lien web}} et/ou {{Bibliographie}}. Le mode d'édition visuel peut mettre en forme automatiquement les références.
- Insérer une infobox (cadre d'informations à droite) n'est pas obligatoire pour parachever la mise en page.

Pour une aide détaillée, merci de consulter Aide:Wikification.
Si vous pensez que ces points ont été résolus, vous pouvez retirer ce bandeau et améliorer la mise en forme d'un autre article.
L'église Saint-Antoine est une église datée du XVIIe siècle, située à Felon dans le département français du Territoire de Belfort,.

## Histoire
La construction de l'église de Felon en 1602 est attestée par un document du premier empire. Il s'agit en réalité d'une chapelle sans chœur ni clocher. L'église est dotée d'un chœur en 1774. Cette année est inscrite sur la clef de voute extérieure d'une fenêtre.
En 1836 la municipalité décide d'offrir à l'édifice un beffroi abritant plusieurs cloches. En 1837 l'église Saint-Antoine est dotée d'un clocher.

### Les cloches
La plus grosse cloche du bâtiment a été bénie par le curé du lieu en 1786. La cloche est inscrite depuis 1983 aux monuments historiques.

### Travaux
Au cours de son histoire l'édifice religieux a connu de nombreux travaux. La dernière campagne de travaux est survenue en 1992 sous l'égide de Roland Nonotte.

## Rattachement
À l'origine le village était intégré à la paroisse d'Angeot. Après un décret épiscopal de 1767, Felon est reconnu comme vicariat de la paroisse de  Saint-Germain le châtelet.
Actuellement l'église est rattachée au diocèse de Belfort-Montbéliard au sein de la paroisse Saint-Nicolas dans le doyenné de Giromagny-Rougemont.

### Solidarité
Lors de la période de confinement survenu en France à partir de mars 2020 du fait de la pandémie de Covid, la municipalité de Felon décide de faire sonner les cloches de l'église tous les soirs en solidarité des soignants impliqués dans la lutte contre le Coronavirus,.